# Despotaat Morea
Het Despotaat (van de) Morea (Grieks: Δεσποτάτο του Μορέως) of Despotaat Mistra (Grieks: Δεσποτάτο του Μυστρά) was een zelfstandig Byzantijns vorstendom op de Peloponnesos, destijds Morea genoemd, met als hoofdstad Monemvasia, later Mistra (Mystra, Mystras), dat bestond van 1348 tot 1460. Het werd doorgaans geregeerd door de Byzantijnse troonopvolger, die de titel van despoot voerde.

## Geschiedenis
Het despotaat Morea werd in 1348 gesticht door de Byzantijnse keizer Johannes VI Kantakouzenos als apanage voor zijn zoon Manuel Kantakouzenos (1348-1380). Het bestond uit heroverde delen van het kruisvaardersvorstendom Achaea, dat sinds de gevangenneming van Willem II van Villehardouin in de Slag bij Pelagonia (1259) door Michaël VIII Palaiologos steeds verder in Byzantijnse handen kwam.
Met zijn succesvolle bewind consolideerde Manuel zijn despotaat en hield hij stand tegen Latijnse en Turkse aanspraken op het gebied. Na zijn dood in 1380 regeerden nog korte tijd zijn broer Mattheüs (1380-1383) en diens zoon Demetrios I (1383-1384), maar in 1384 verloren de Kantakouzenen Morea aan Theodoros I Palaiologos (1383-1407), de zoon van Johannes' rivaal en opvolger Johannes V Palaiologos.
Theodoros probeerde vanwege Turkse invallen vergeefs Korinthe (1397) en Mistra (1402) aan de Johannieters van Rodos af te staan. Hij moest de Turkse suzereiniteit erkennen en bracht vers bloed in het despotaat door Albanese kolonisten aan te trekken. Het separatisme van de Slavische Melingoi en Ezerieten en later van de Albanezen verzwakte het Byzantijnse bewind, maar zorgde, samen met de toestroom van Byzantijnse vluchtelingen, voor een economische bloeiperiode in Mistra.
Onder Theodoros II (1443-1449) werd Morea een Byzantijns bastion in de periode van verval van het keizerrijk. In het midden van de vijftiende eeuw omvatte het despotaat de gehele Peloponnesos. De Turkse dreiging duurde echter voort: de tegen de Turkse invallen gebouwde muur Hexamilion op de Landengte van Korinthe werd in 1415 en 1444 verwoest. Sinds 1446 moest Morea tribuut betalen aan de Turken en in 1460 verloren de laatste Paleologen, Thomas (1428-1460) en Demetrios II (1449-1460), het despotaat aan de Ottomaan Mehmed II.

## Despoten
| periode   | despoot                          | opmerking                                                                     |
| --------- | -------------------------------- | ----------------------------------------------------------------------------- |
| 1348-1380 | Manuel Kantakouzenos             | Zoon van keizer Johannes VI Kantakouzenos                                     |
| 1380-1383 | Mattheüs Asanes Kantakouzenos    | Zoon van Johannes VI                                                          |
| 1383-1384 | Demetrios I Kantakouzenos        | Zoon van Mattheüs                                                             |
| 1383-1407 | Theodoros I Palaiologos          | Zoon van keizer Johannes V Palaiologos                                        |
| 1407-1428 | Theodoros II Palaiologos         | Zoon van keizer Manuel II Palaiologos, kleinzoon van Johannes V               |
| 1428-1460 | Thomas Palaiologos               | Zoon van Manuel II                                                            |
| 1443-1449 | Constantijn Palaiologos Dragases | Zoon van Manuel II, van 1449 tot 1453 als Constantijn XI keizer van Byzantium |
| 1449-1460 | Demetrios II Palaiologos         | Zoon van Manuel II                                                            |